# سارة لينكولن
سارة لينكولن (بالإنجليزية: Sara Lincoln)‏ هي الأخت الكبرى الرئيس الأمريكي السادس عشر أبراهام لينكولن. ولدت في عام 1807 وتوفيت في عام 1828 بعمر ناهز 21 عاما فقط.